# يونوت روس
يونوت روس (بالرومانية: Ionuț Rus)‏ هو لاعب كرة قدم روماني في مركز حراسة المرمى، ولد في 20 يناير 2000 في تيميشوارا في رومانيا. لعب مع سي إف آر كلوج.

## وصلات خارجية
- يونوت روس على موقع قاعدة بيانات كرة القدم.إي يو (الإنجليزية)
- يونوت روس على موقع Soccerway.com (الإنجليزية)